# Hirvisaari (ö i Södra Savolax, Nyslott, lat 61,94, long 28,79)
Hirvisaari är en ö i Finland. Den ligger i sjön Haukivesi och i kommunen Nyslott i  landskapet Södra Savolax, i den sydöstra delen av landet, 280 km nordost om huvudstaden Helsingfors. Öns area är 2,4 hektar och dess största längd är 270 meter i sydöst-nordvästlig riktning.